# Lõetsa
Koordinaten: 58° 38′ N, 23° 20′ O

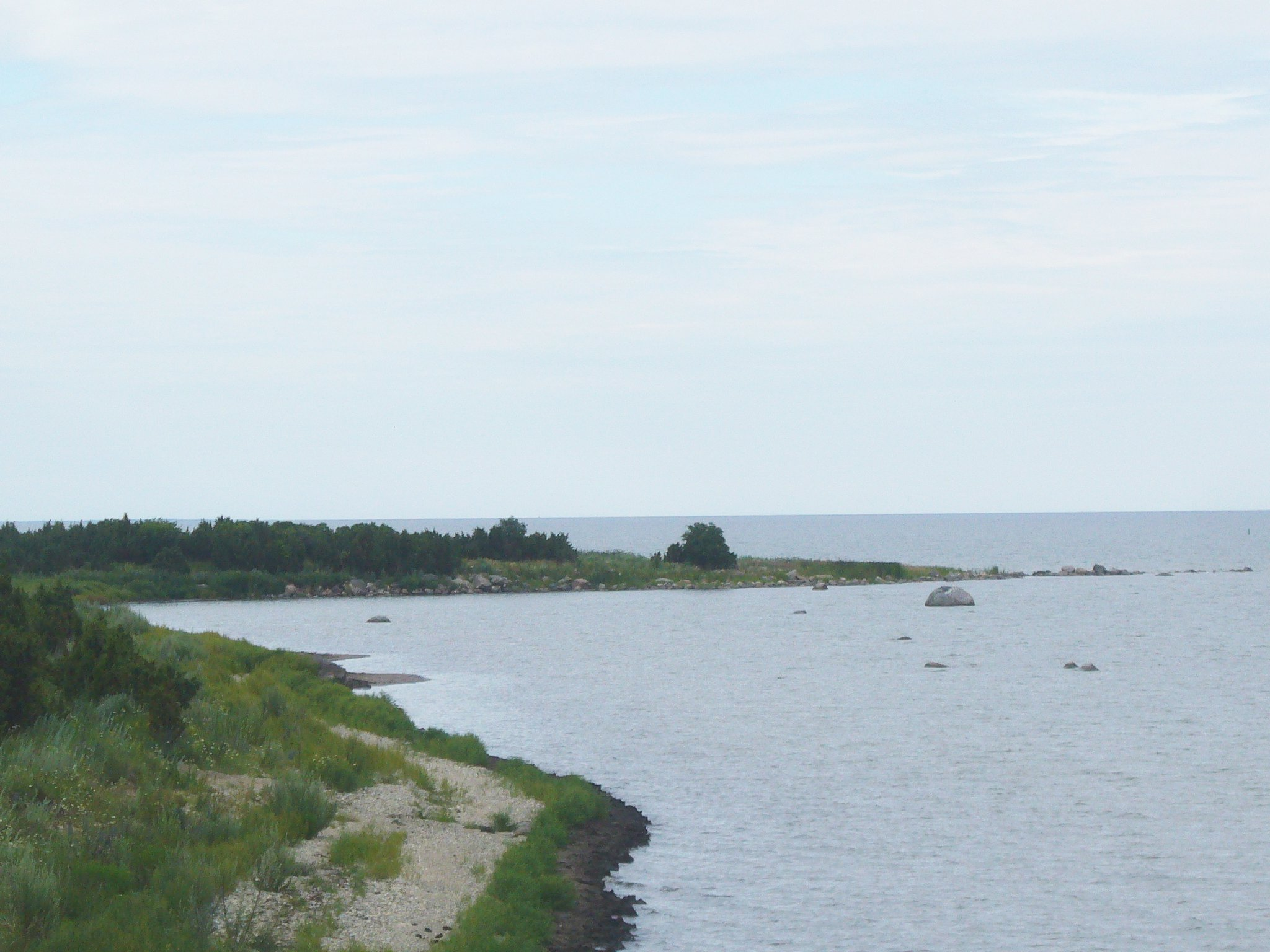
Blick auf die Landzunge von Püssinina

Lõetsa (deutsch Loetsa) ist ein Dorf (estnisch küla) auf der drittgrößten estnischen Insel Muhu. Es gehört zur gleichnamigen Landgemeinde (Muhu vald) im Kreis Saare (Saare maakond).

## Beschreibung
Der Ort an der Nordost-Küste der Insel Muhu hat 56 Einwohner (Stand 31. Dezember 2011).
In der Nähe des Dorfes ragt die Landzunge Püssinina (Püssinina neem) in die Ostsee.